# Heksch Ágnes
Heksch Ágnes Singer Lászlóné (Szeged, 1908. december 16. – Szeged, 1994. április 29.) magyar pedagógus, neveléstörténész, a neveléstudományok kandidátusa (1969).

## Kutatási területe
18. századi magyar művelődéstörténeti kutatások (Kazinczy Ferenc). Imre Sándor művelődéspolitikai rendszere. Prohászka Lajos munkássága. Martinovics Ignác ismeretlen német nyelvű könyvének feldolgozása. A Horthy korszak nevelésügye.

## Életútja
Heksch Oszkár (1881–1919) magánhivatalnok és Rosenfeld Sára első gyermekeként izraelita családban született. Apai nagyszülei Heksch Vilmos (1852–1925) könyvelő és Freiwillig Matild (1859–1905), anyai nagyszülei Rosenfeld Lipót és Koch Mária voltak. Felsőfokú tanulmányokat a szegedi Ferenc József Tudományegyetemen folytatott, 1931-ben szerzett középiskolai tanári oklevelet. Egyetemi doktori vizsgát 1932-ben tett.
1934. október 25-én Szegeden házasságot kötött Singer László (1904–1943) magánhivatalnokkal. 1969-ben a neveléstudományok kandidátusa fokozatot érte el. 1950-1954 között oktatott a szegedi egyetem a Neveléstudományi Tanszékén, majd a Természettudományi Kar Idegennyelvi Lektorátusán (1954-1971), 1971-1974 közt pedig a Központi Idegennyelvi Lektorátuson. Tanulmányúton volt a NDK-ban (1960), később Párizsban (1965). 1974. júniusban vonult nyugalomba. 1979-ben c. egyetemi docensi címet kapott.

## Művei (válogatás)
- Heksch Ágnes: A démoni elem Stefan Zweig művészetében; Prometheus Ny., Szeged, 1930
- William Stern személyiségfilozófiája és lélektana; Városi Ny., Szeged, 1932 (Symposion könyvek)
- Francia nyelvű matematikai szakszöveggyűjtemény; Szegedi Tudományegyetem, Szeged, 1962
- Francia fizikai szakszöveggyűjtemény; összeáll. Singer Lászlóné Heksch Ágnes; Tankönyvkiadó, Bp., 1964
- Németnyelvű biológiai szakszöveggyűjtemény; összeáll. S. Heksch Ágnes; Tankönyvkiadó, Bp., 1965
- Francia nyelvű szakszöveggyűjtemény; összeáll. S. Heksch Ágnes; Tankönyvkiadó, Bp., 1965
- Heksch Ágnes–Halász Elődné: Német társalgási gyakorlatok; Tankönyvkiadó, Bp., 1966
- Imre Sándor művelődéspolitikai rendszere; S. Heksch Ágnes; Tankönyvkiadó, Bp., 1969 (Neveléstörténeti könyvtár)
- Törekvések a fővárosi iskolák államosítására (1919-1921). In: Tanulmányok a magyar nevelésügy XVII-XX. századi történetéből. (Szerk. Mészáros I.) Budapest, 1980. 243-256.

## Tudományos tisztség
- MTA II. Osztály neveléstörténeti albizottságának tagja (1970-1974)

## Társasági tagság
- Magyar Pedagógiai Társaság (1968-1994)

## Díjak, elismerések
- Oktatásügy kiváló dolgozója (1974)